# Hôtel de Ville (Drancy)

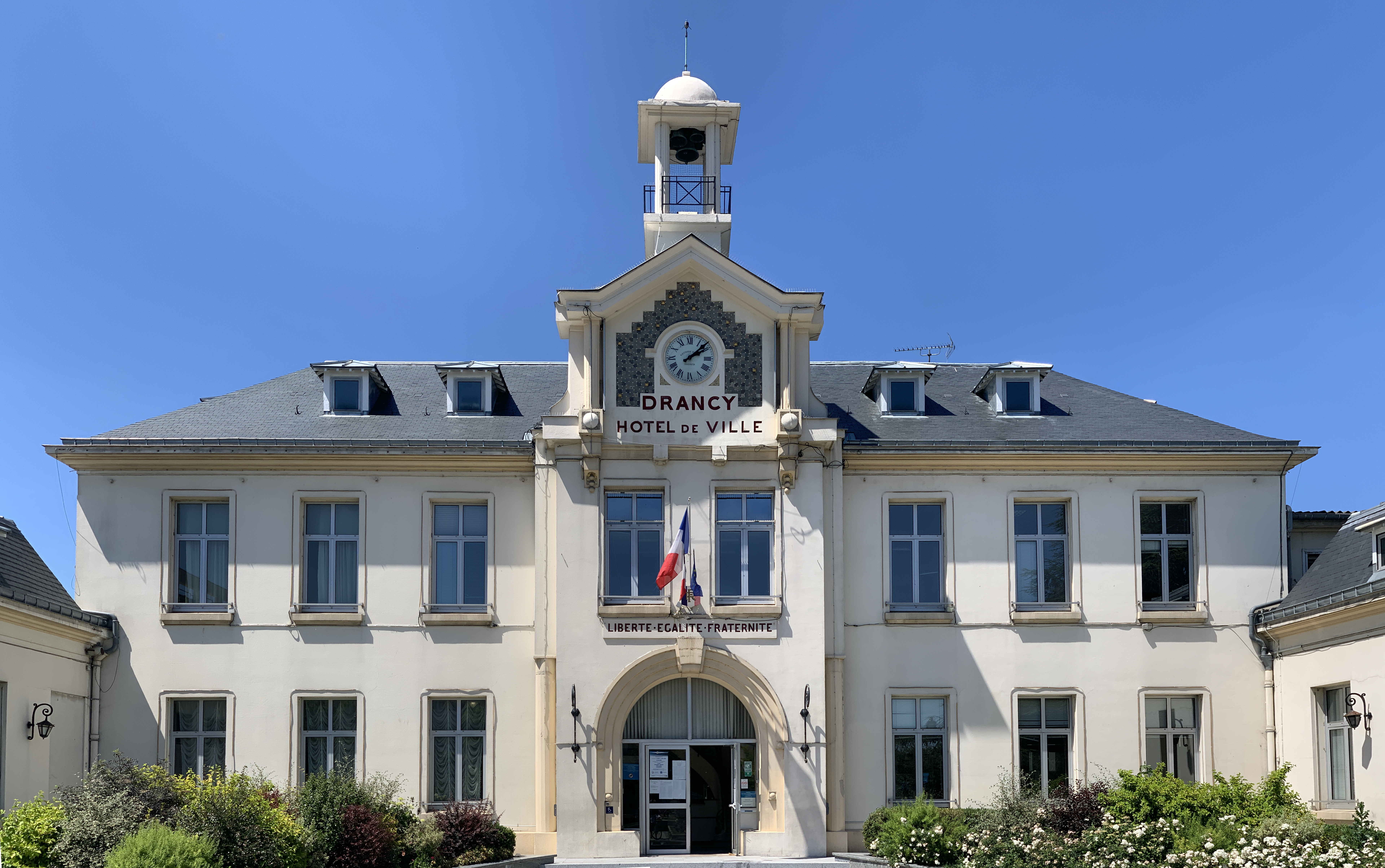
Hôtel de Ville in Drancy

Das Hôtel de Ville (deutsch Rathaus) in Drancy, einer französischen Stadt im Département Seine-Saint-Denis in der Region Île-de-France, wurde 1859 errichtet und 1930 erweitert. Das Rathaus steht an der Rue Sadi-Carnot.
Da die Stadt einen ständigen Bevölkerungszuwachs hatte, war der Neubau für die größere Verwaltung notwendig geworden. Das repräsentative Gebäude mit acht Fensterachsen besitzt einen Mittelrisaliten mit Uhr, der von einer Laterne bekrönt wird.